# 33010 Enricoprosperi
33010 Enricoprosperi este un asteroid din centura principală, descoperit pe 11 martie 1997, de Luciano Tesi și Gabriele Cattani.